# Дворец спорта (Тбилиси)
Тбилисский дворец спорта (груз. თბილისის სპორტის სასახლე) — крытая арена в городе Тбилиси, на которой проводятся спортивные соревнования по баскетболу, гандболу, дзюдо, теннису и боксу, а также различные концерты. Дворец спорта находится на Площади 26 мая, при этом в самой грузинской столице есть ещё один дворец спорта при Тбилисском государственном университете, открытый в 2015 году, а в районе Дигоми строится третье сооружение, называемое в прессе «дворцом спорта».

## История
Арену построили в 1961 году по проекту архитектора Владимира Алекси-Месхишвили и его помощников — Юрия Касрадзе, Темо Джапаридзе и Давида Каджая. С момента открытия на арене проводит свои матчи баскетбольный клуб «Динамо», также на арене проводит свои игры грузинская национальная сборная. Дворец спорта является крупнейшим баскетбольным дворцом среди всех стран бывшего СССР.
Арена реконструировалась по указанию мэра Тбилиси Гиги Угулавы в два этапа, в ходе реконструкции были сначала расширена игровая площадка, а затем заменена крыша и установлены новые индивидуальные пластиковые сидения. Стоимость реконструкции составила около 5 млн долларов США. 22 августа 2007 года арена была открыта после реконструкции, руководство ареной доверили компании Logic Group Ltd: контракт заключён на 30 лет.

## Спортивные мероприятия

### Баскетбол
С января по апрель 2016 года клуб «Вита» проводил здесь матчи в рамках Единой лиги ВТБ, сыграв 9 встреч, но выиграв всего одну. Рекордная аудитория составила 800 человек на игре против «Енисея» 6 марта. В 2021 году на арене пройдут матчи чемпионата Европы по баскетболу.

### Бокс
Два своих поединка здесь провёл боксёр-тяжеловес Владимир Чантурия: 28 октября 2006 года он победил нокаутом Имеду Сибашвили, а 8 февраля 2007 года — единогласным решением судей одолел Паату Берикашвили.

### Борьба
С 19 по 24 марта 2013 года здесь прошёл чемпионат Европы по борьбе.

### Мини-футбол
В сезоне 2002/2003 здесь состоялся мини-турнир первого отборочного раунда Кубка УЕФА (второй розыгрыш) с участием клуба «Иберия Стар». В сезоне 2011/2012 здесь проводили матчи команды 3-й группы основного раунда группового этапа: на матч с «Женевой» пришли 4500 человек. В октябре того же года здесь прошли игры мини-турнира европейского предварительного раунда чемпионата мира. В октябре 2012 года в сезоне Кубка УЕФА 2012/2013 Дворец спорта принял группу D Элитного раунда, а в апреле 2013 — Финал Четырёх турнира. Команда «Иберия Стар» провела здесь несколько матчей, выиграв группу Элитного раунда и переиграв «Бенфику» на глазах у 5 тысяч человек.
В апреле 2017 года здесь прошёл один из этапов отборочного турнира на чемпионат Европы по мини-футболу 2018 года. В группе соревновались команды Белоруссии, Грузии, Италии и Нидерландов. Победу в мини-турнире и путёвку получила сборная Италии.

## Концерты
Во дворце спорта Тбилиси давали концерты Иэн Гиллан (1990 год, пять гигов), Алла Пугачёва и Лела Цурцумия. На концерт Цурцумии от 22 мая 2002 года было продано 18 тысяч билетов, хотя ко дворцу пришли 25 тысяч человек. Помимо этого, аудиторию в 15 тысяч человек здесь собрали рэпер Lex-Seni и поп-группа «Кучис Бичеби».
26 ноября 2017 года здесь должен был пройти конкурс «Детское Евровидение — 2017», однако его перенесли в Олимпийский дворец вместимостью 4 тысячи человек как более подходящий.